# Museum unter der Yburg
Das Museum unter der Yburg ist ein Museum zur Ortsgeschichte in Stetten, einem Ortsteil von Kernen im Remstal. Es ist nach der Yburg benannt, dem Wahrzeichen des Ortes, und befindet sich – wie der Name besagt – direkt unterhalb der Burg.

## Bauwerk
Das Museum ist in einem historischen Gebäude untergebracht, das um 1620 von Johann Friedrich Thumb zu Neuburg als fränkisches Fachwerkhaus errichtet wurde. Ein Steinmetzzeichen über dem südlichen Eingang geht auf den Baumeister Michael Kern von Forchtenberg zurück. Im Erdgeschoss und im ersten Obergeschoss sind Wandmalereien aus der Entstehungszeit des Hauses erhalten geblieben. Ein Mess- und Fensterladen im Erdgeschoss zeigt spätgotische Stilelemente.

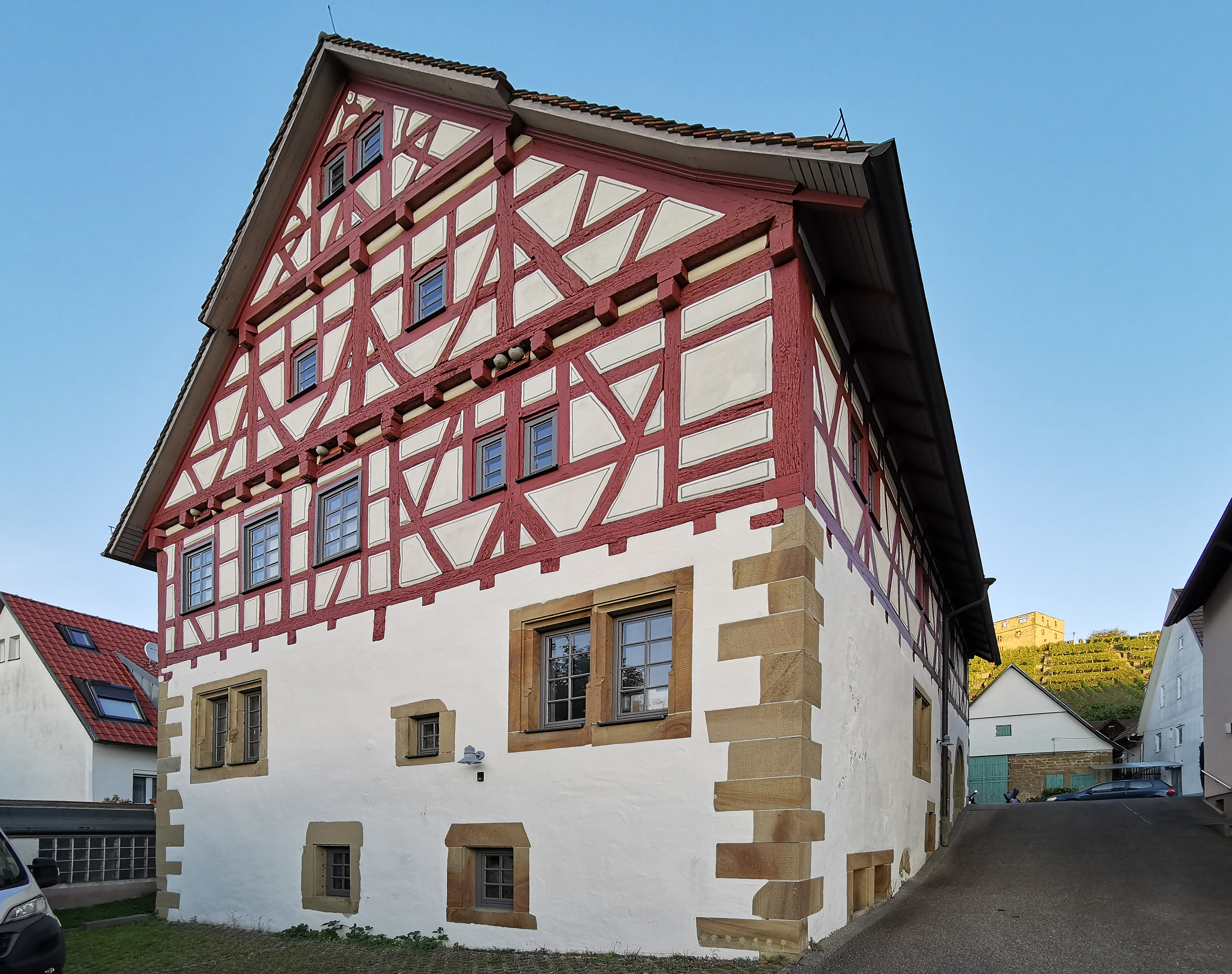
Ansicht von hinten
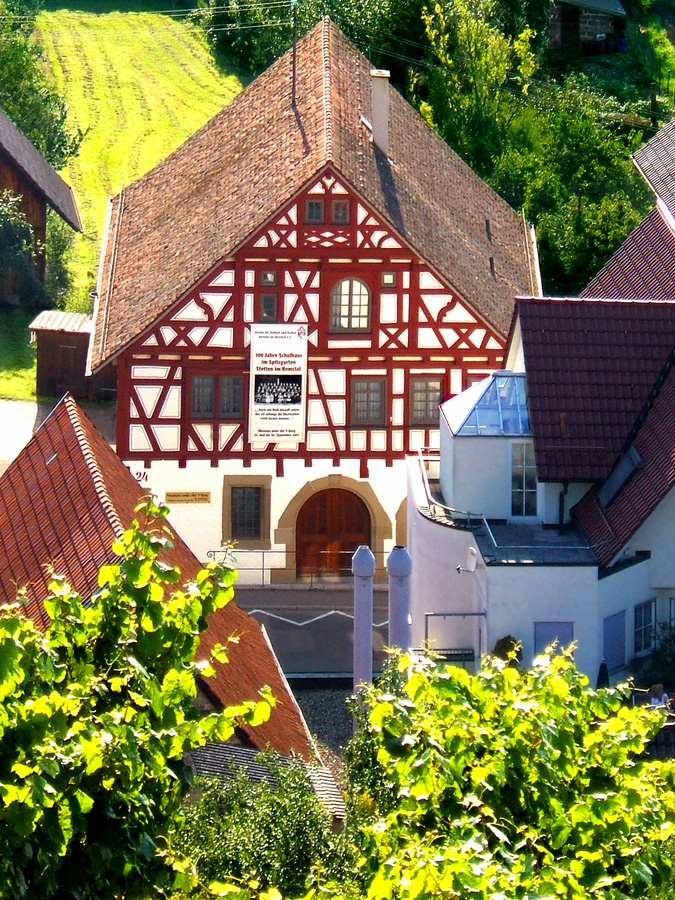
Das Museum von der Yburg aus gesehen
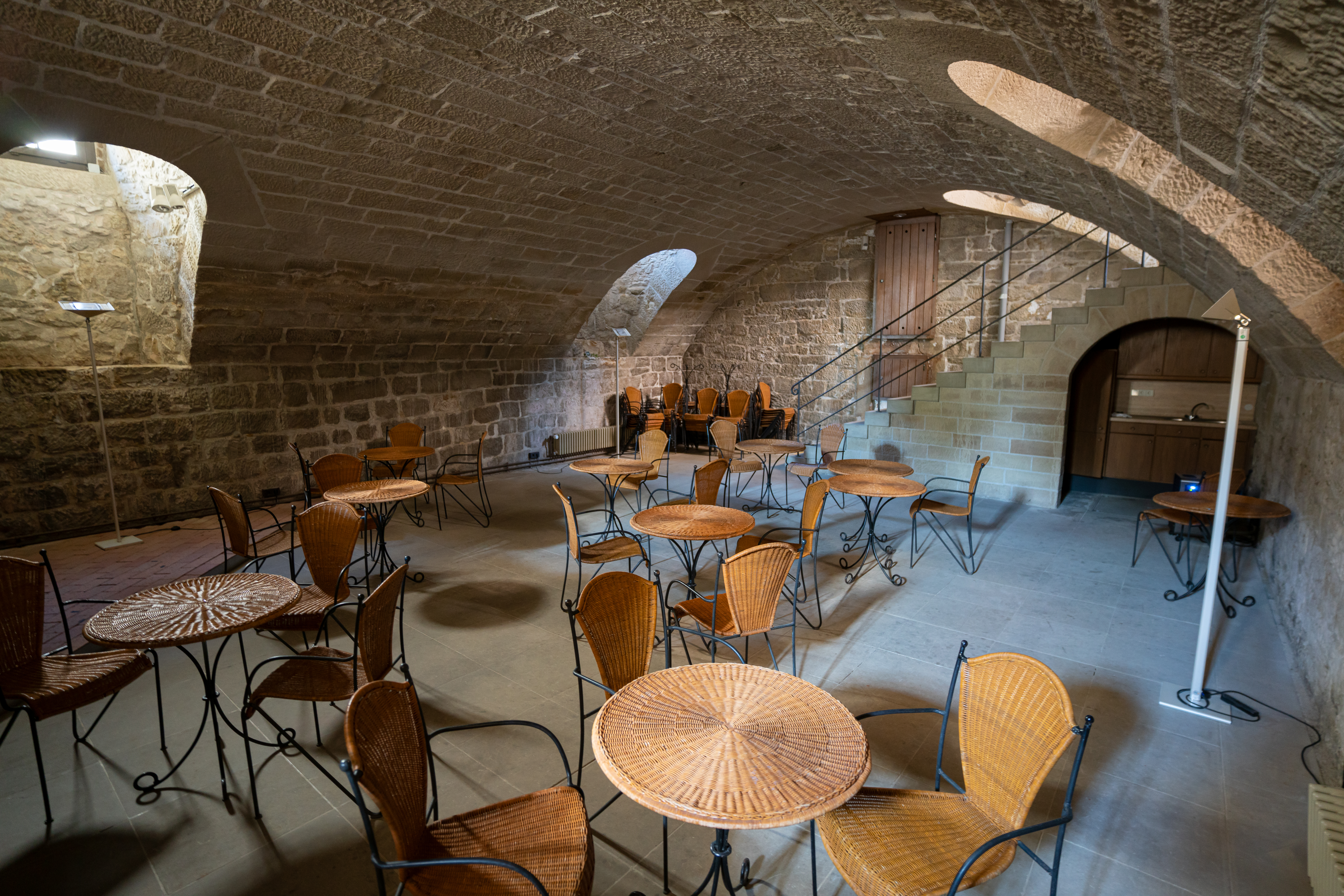
Gewölbekeller
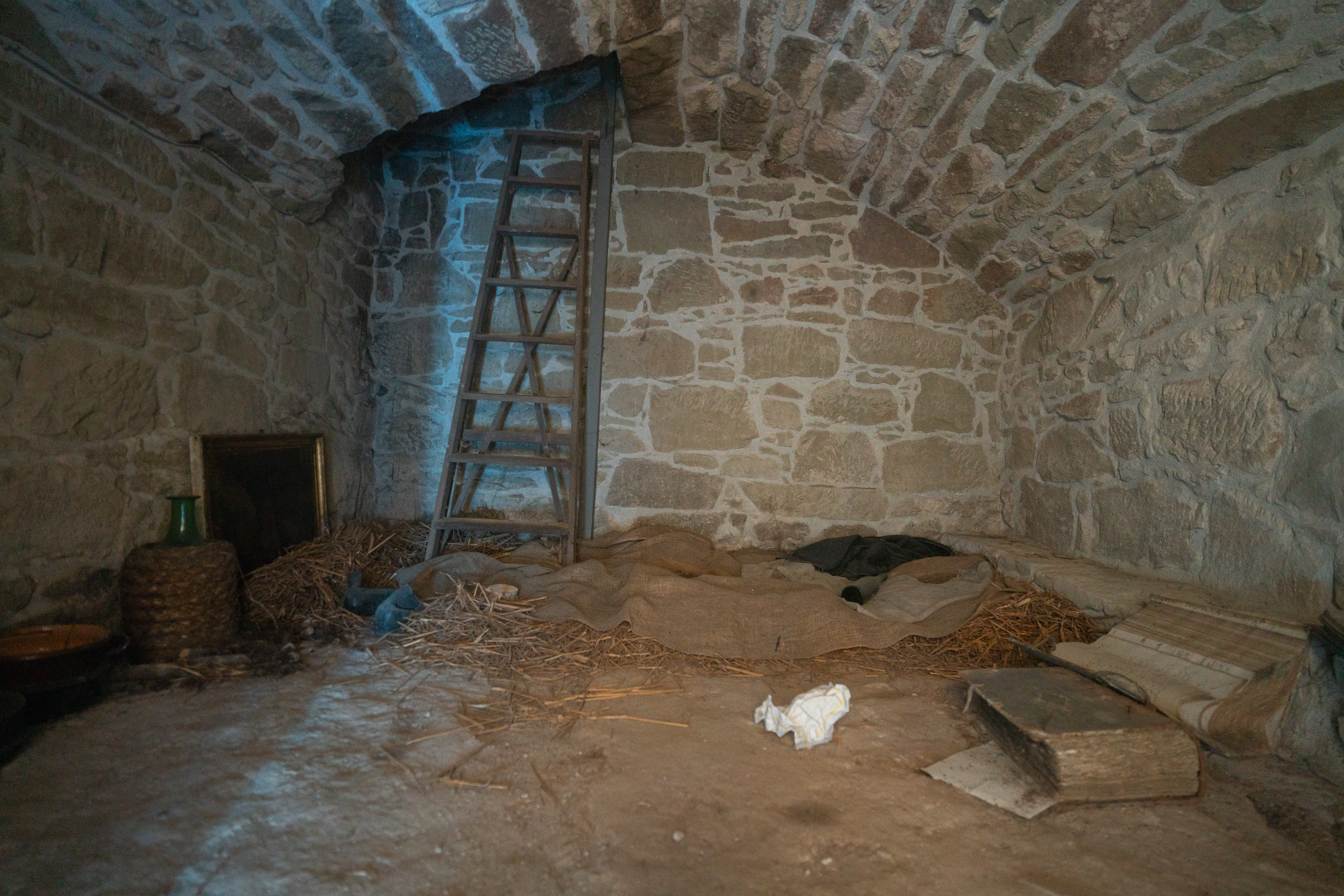
Geheimer Keller
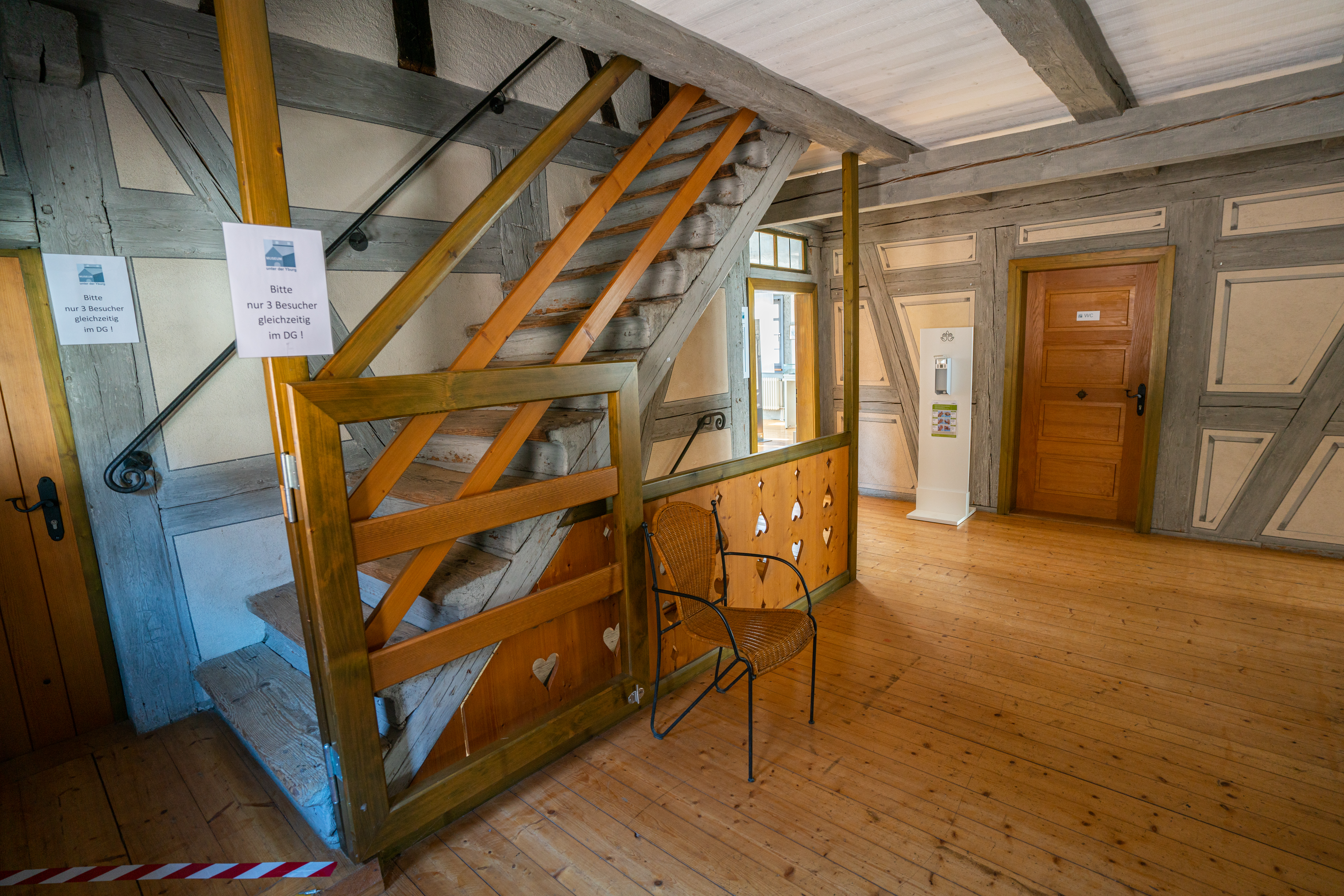
Treppenhaus (1. OG)
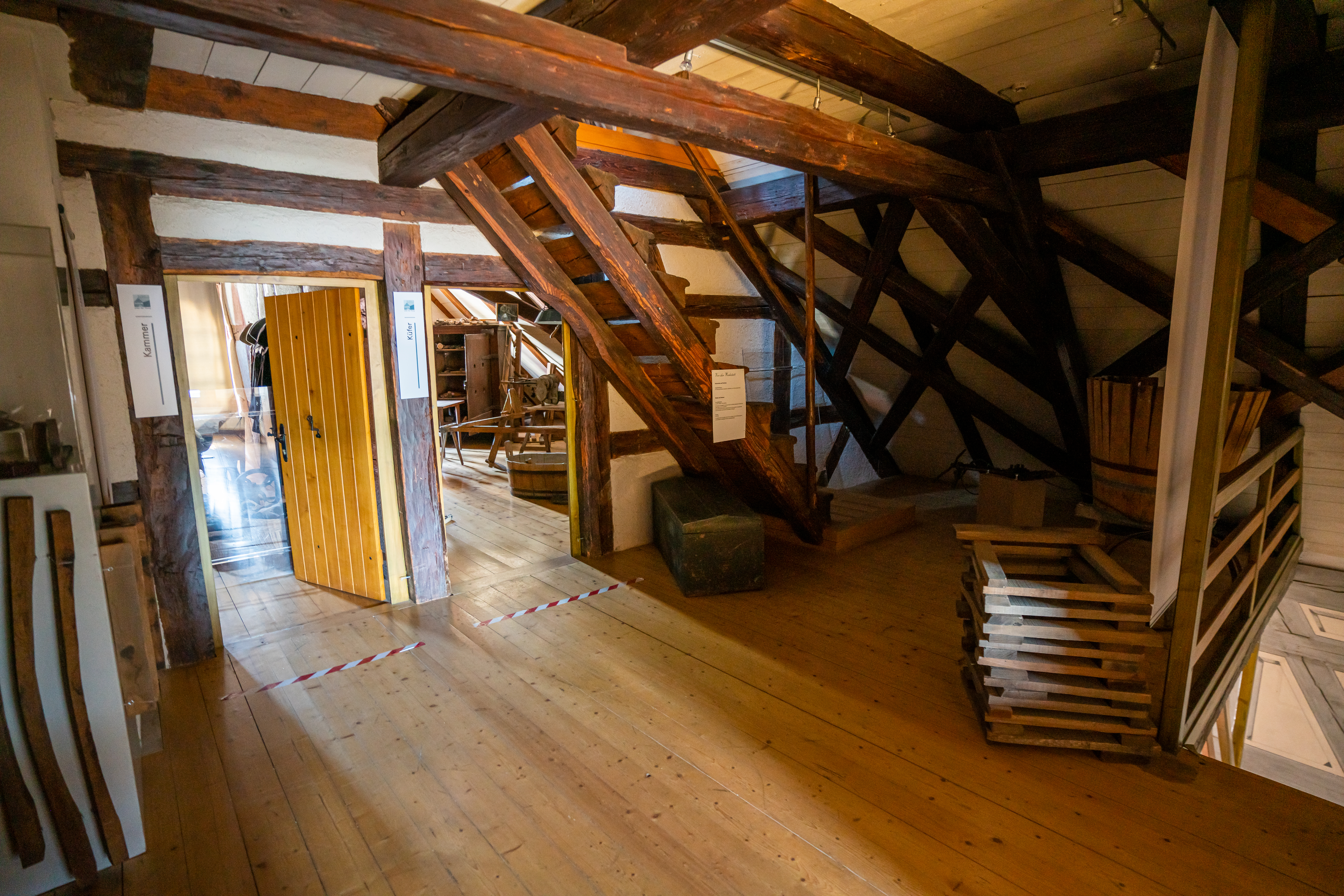
Treppenhaus (2. OG)
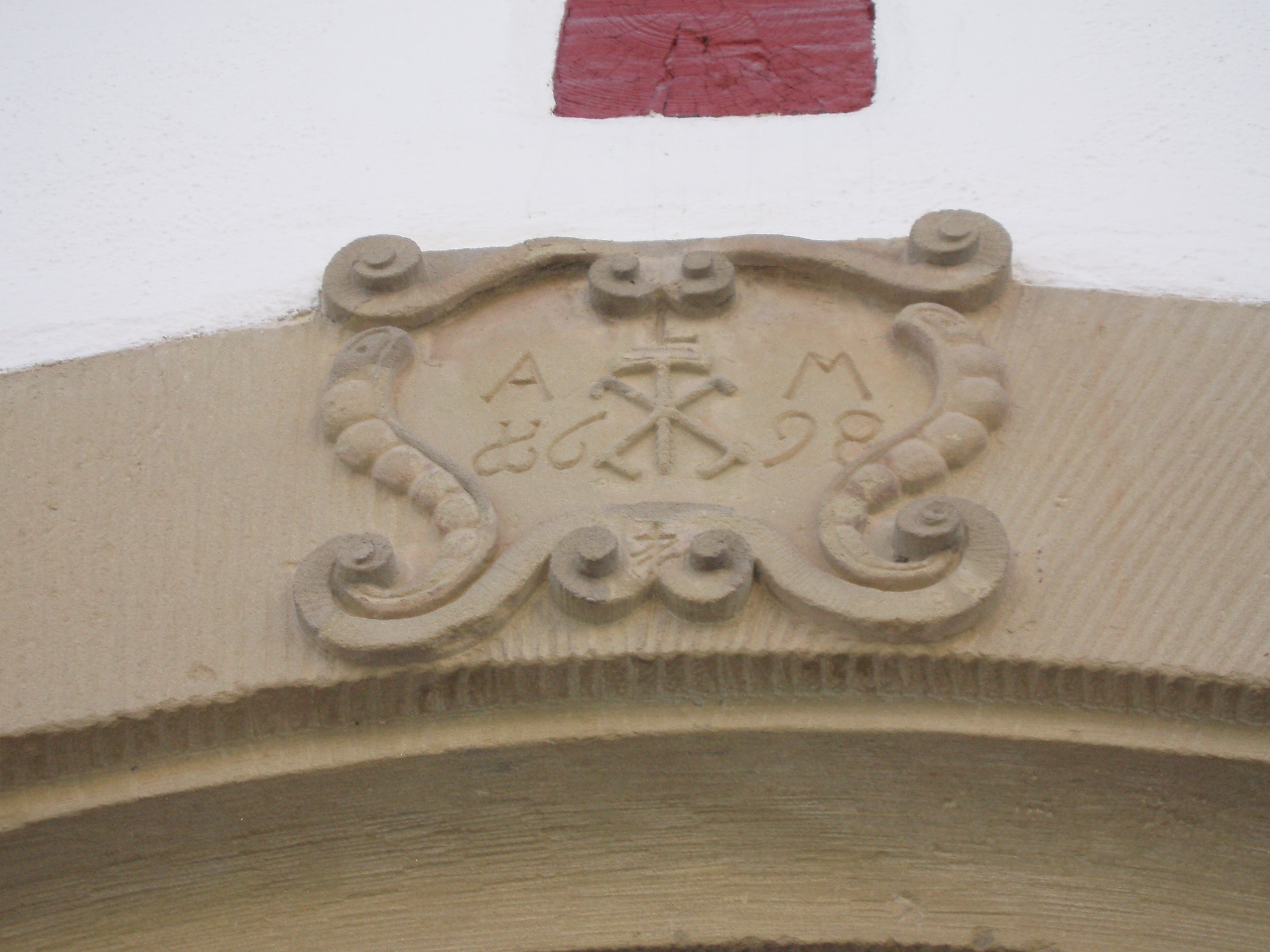
Türsturz

## Nutzung des Hauses
Das Bauwerk wurde zunächst vom Erbmarschall Johann Friedrich Thumb zu Neuburg als Kanzleigebäude verwendet und ging 1698 in den Besitz der Herzoginwitwe Magdalena Sibylla von Württemberg über, die Theatermitglieder darin unterbrachte. 1785 ging es in die Hände eines Johann Konzmann über, der den Besitz an seine Nachfahren weitergab. Diese bauten das Haus grundlegend um: Unter anderem wurden die östlichen und westlichen Fenster im ersten Stock vergrößert und drei Kamine eingebaut. Auch der Grundriss der Wohnungen änderte sich durch den Umbau. 1813 wurde die Einrichtung einer Bäckerei im Erdgeschoss geplant, um 1900 gab es eine Gastwirtschaft in dem Gebäude. Bis 1960 blieb das alte Nebengebäude erhalten, das einer Kanalsanierung zum Opfer fiel. 1978 ging das verbliebene alte Gebäude in den Besitz der Gemeinde über; in den folgenden Jahren wurde es saniert. 1987 wurde das Museum eingeweiht und 1989 erhielt es den offiziellen Namen Museum unter der Yburg. Das Bauwerk steht unter Denkmalschutz. Im September 2018 wurde das Museum mit neuer Konzeption wiedereröffnet.

## Exponate
Das Erdgeschoss des Museums ist Sonderausstellungen vorbehalten. Im ersten Obergeschoss werden in einer ständigen Ausstellung Exponate zu Menschen aus Kernen – vom namenlosen Bauern über das Ortsoriginal des „Pfeffer von Stetten“ bis zur Familie Schlaich (Ludwig Schlaich, Jörg Schlaich) gezeigt. Ein Raum ist dem aus Stetten stammenden Afrikaforscher Karl Mauch gewidmet. Auch die Geschichte der beiden Ortsteile Rommelshausen und Stetten wird exemplarisch vorgestellt. Die neugefundene mittelalterliche Wasserburg, das Barockschloss und seine Bewohner, religiöses und bürgerliches Leben und die Industrialisierung sind weitere Themen. Das zweite Obergeschoss enthält historische Werkstätten (Schusterwerkstatt, Schreinerei), eine historische Schlafkammer, sowie Ausstellungsgegenstände zur Küferei und zum Thema Wein als Wirtschaftsgut.
Der Gewölbekeller des Museums wird für kulturelle Veranstaltungen genutzt.

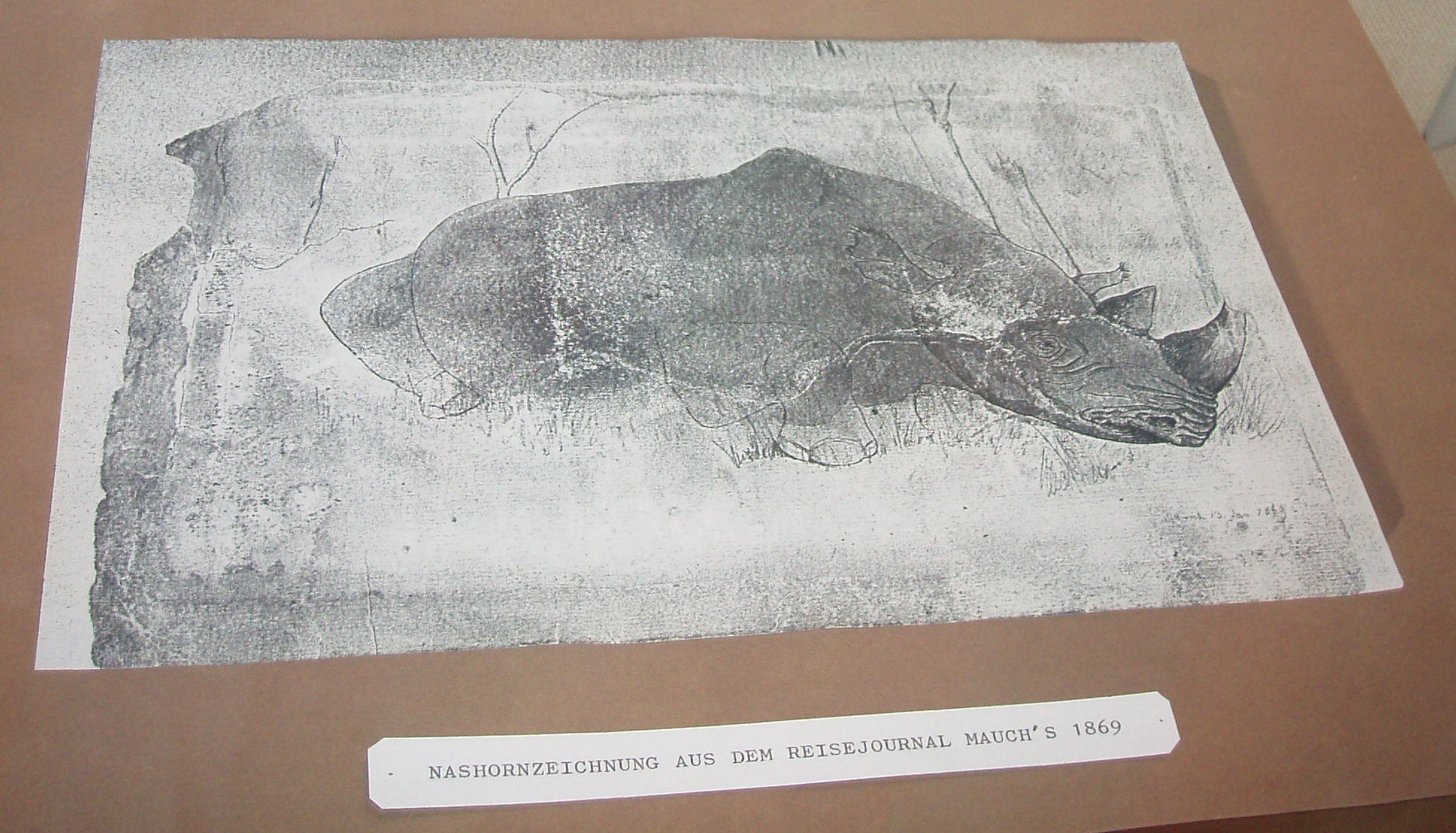
Eine Zeichnung von Karl Mauch
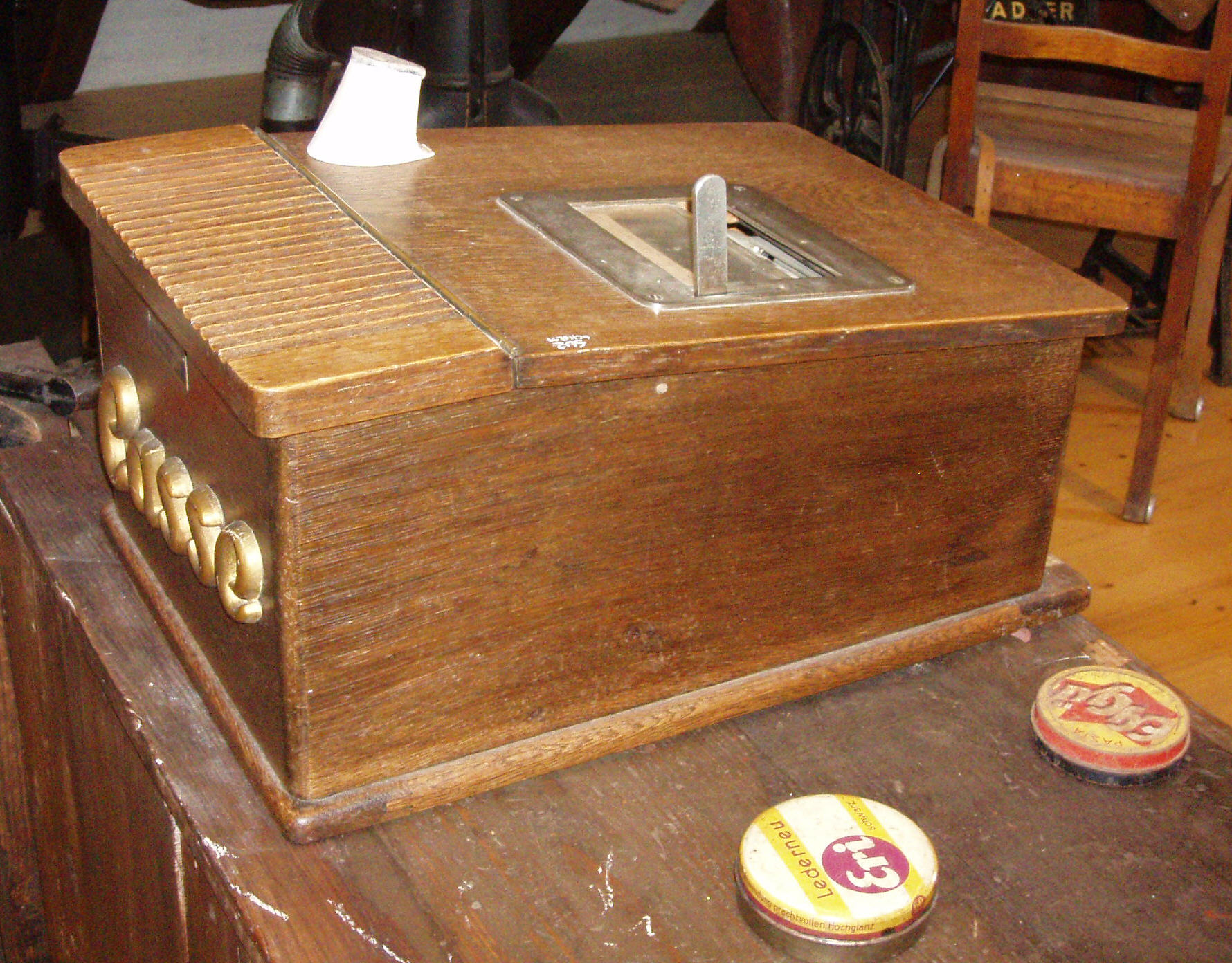
Kasse in der Schusterwerkstatt
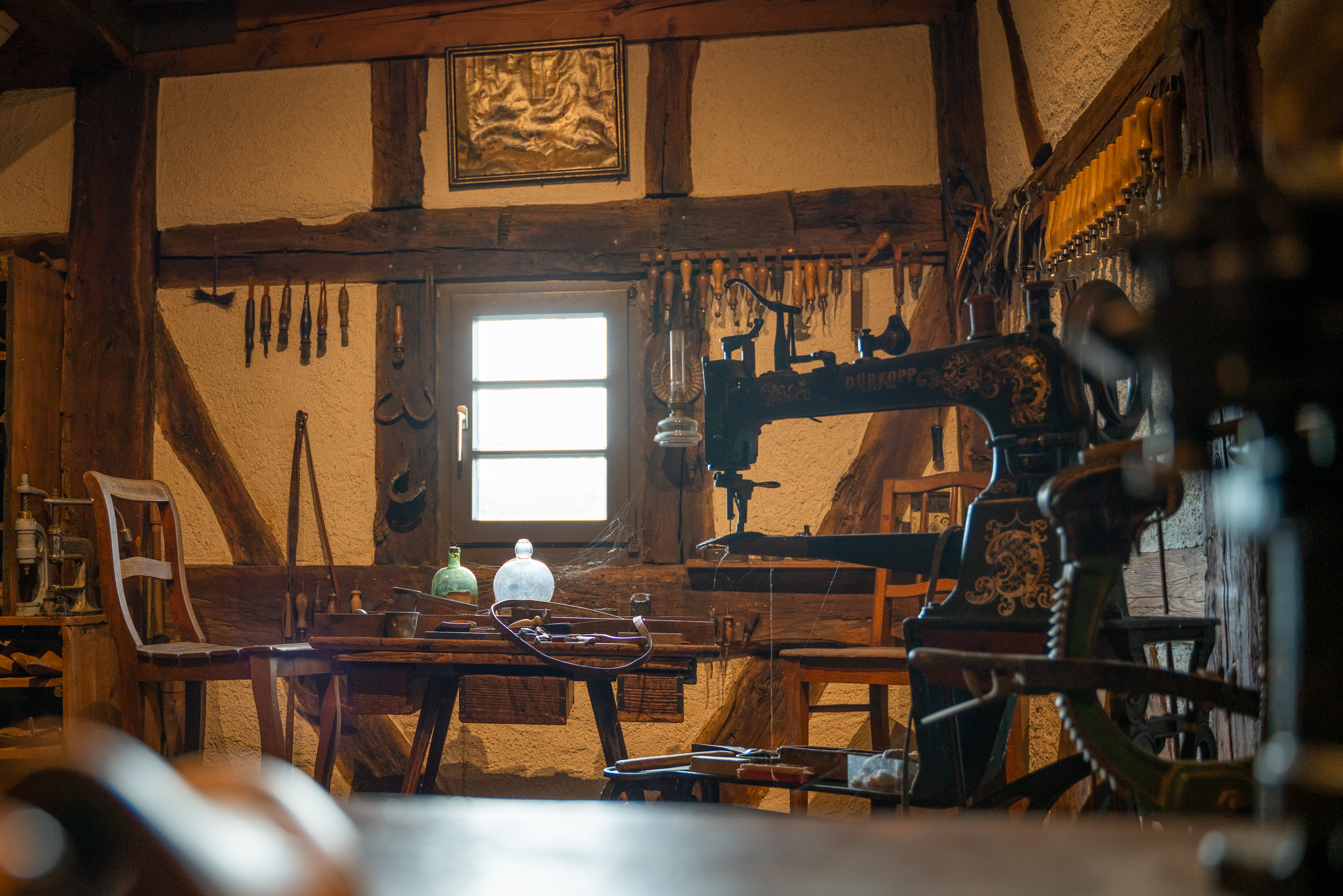
Schusterwerkstatt
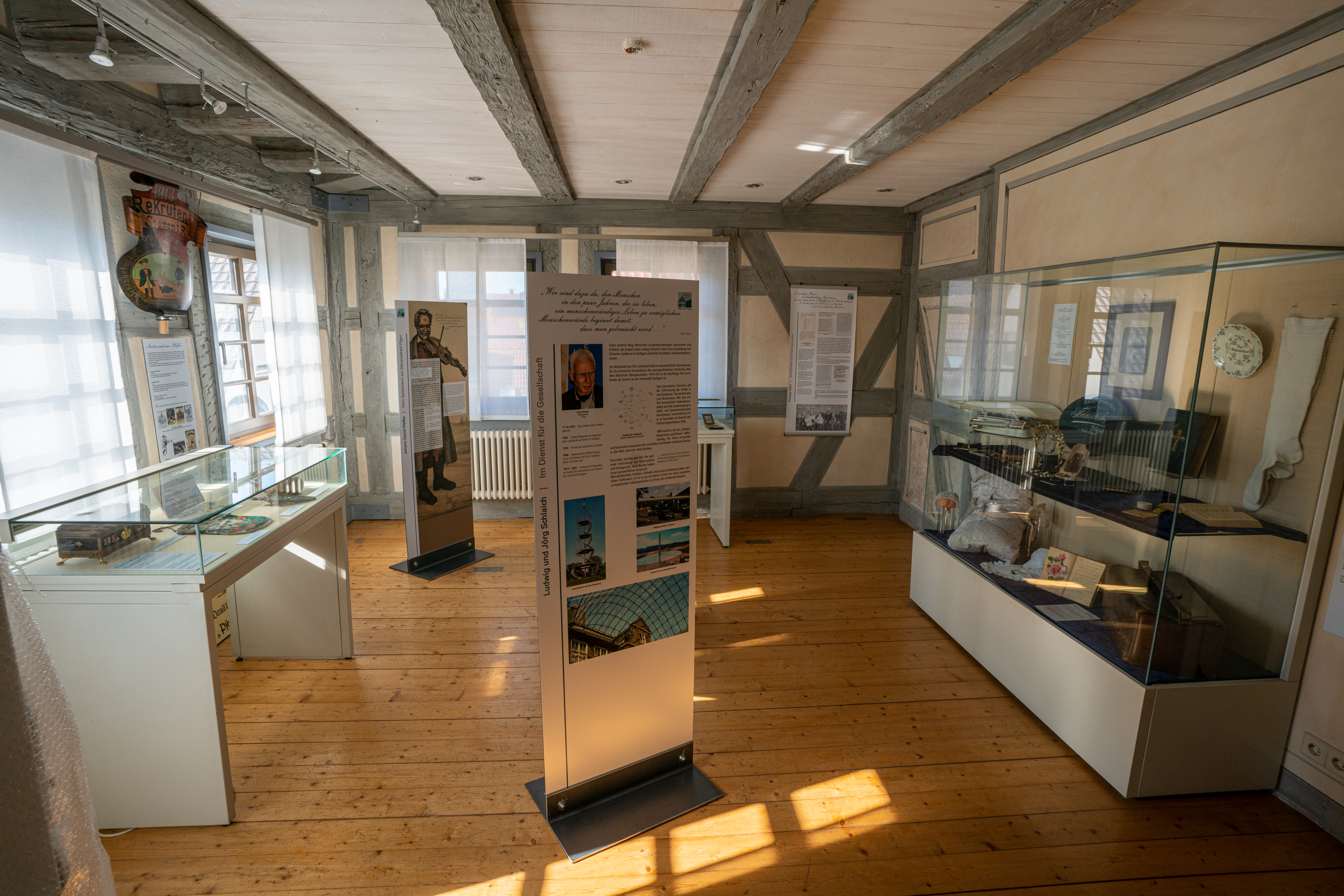
Menschen zur Ortsgeschichte
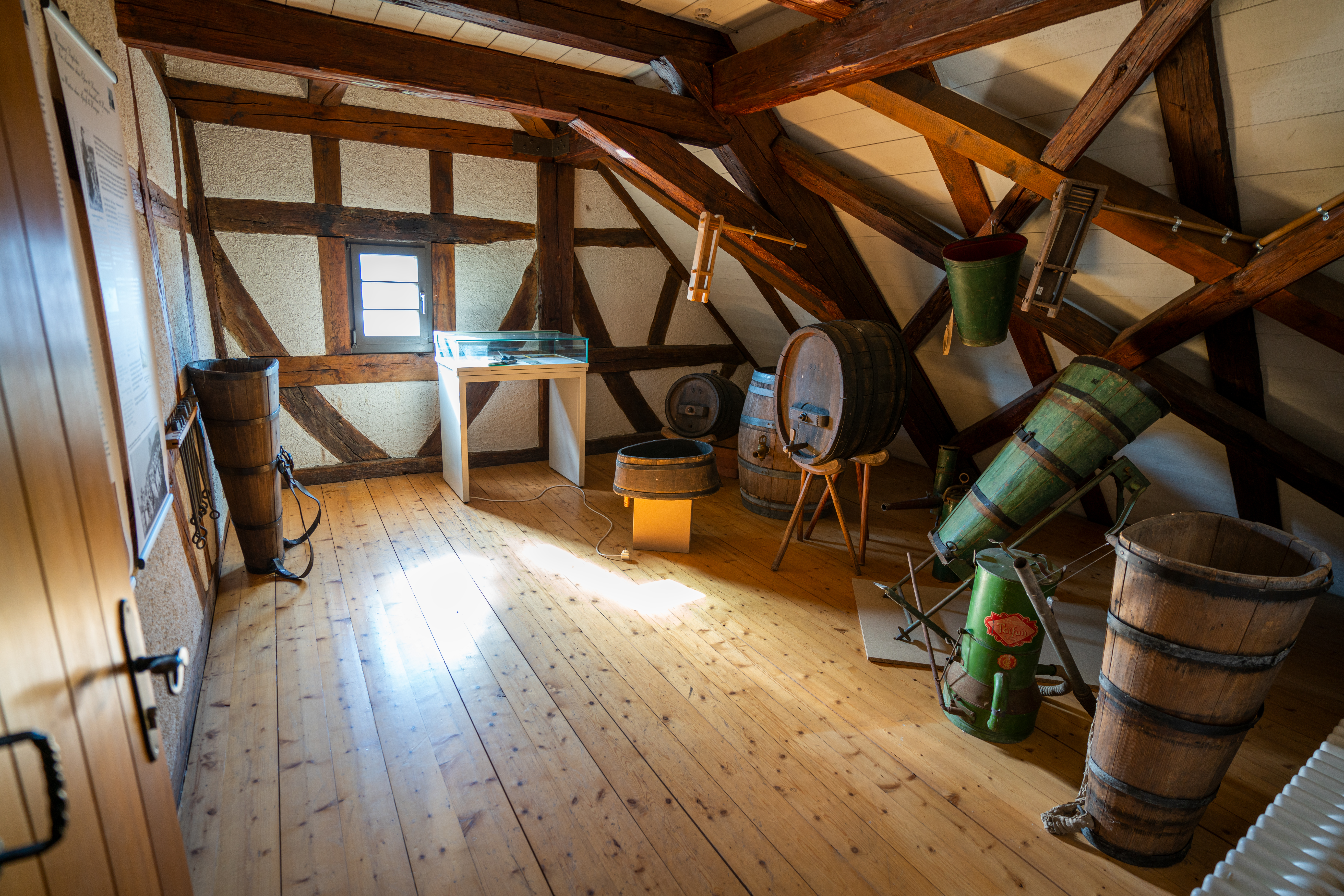
Geschichte des Weinbaus
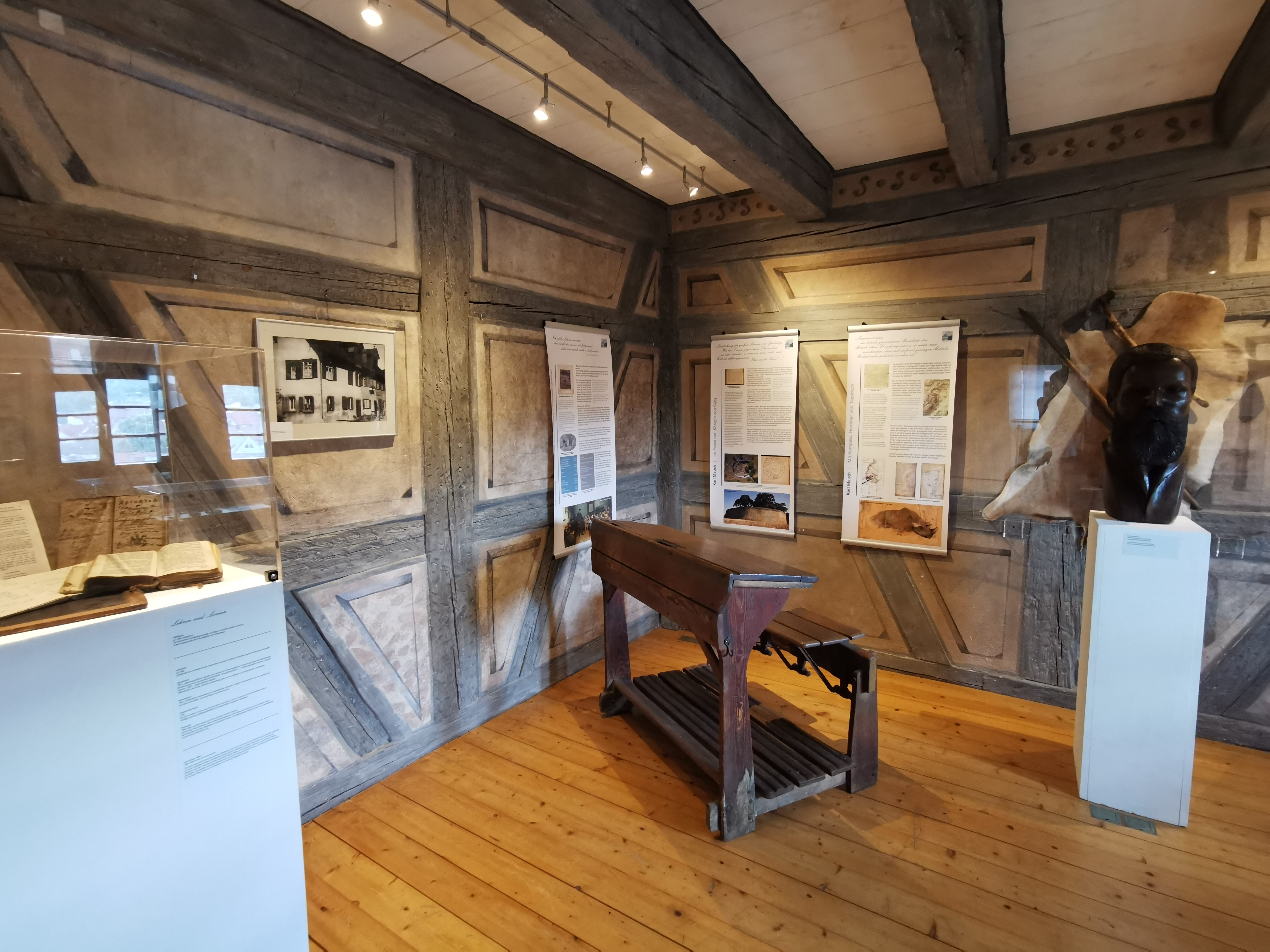
Karl-Mauch-Ausstellungsraum
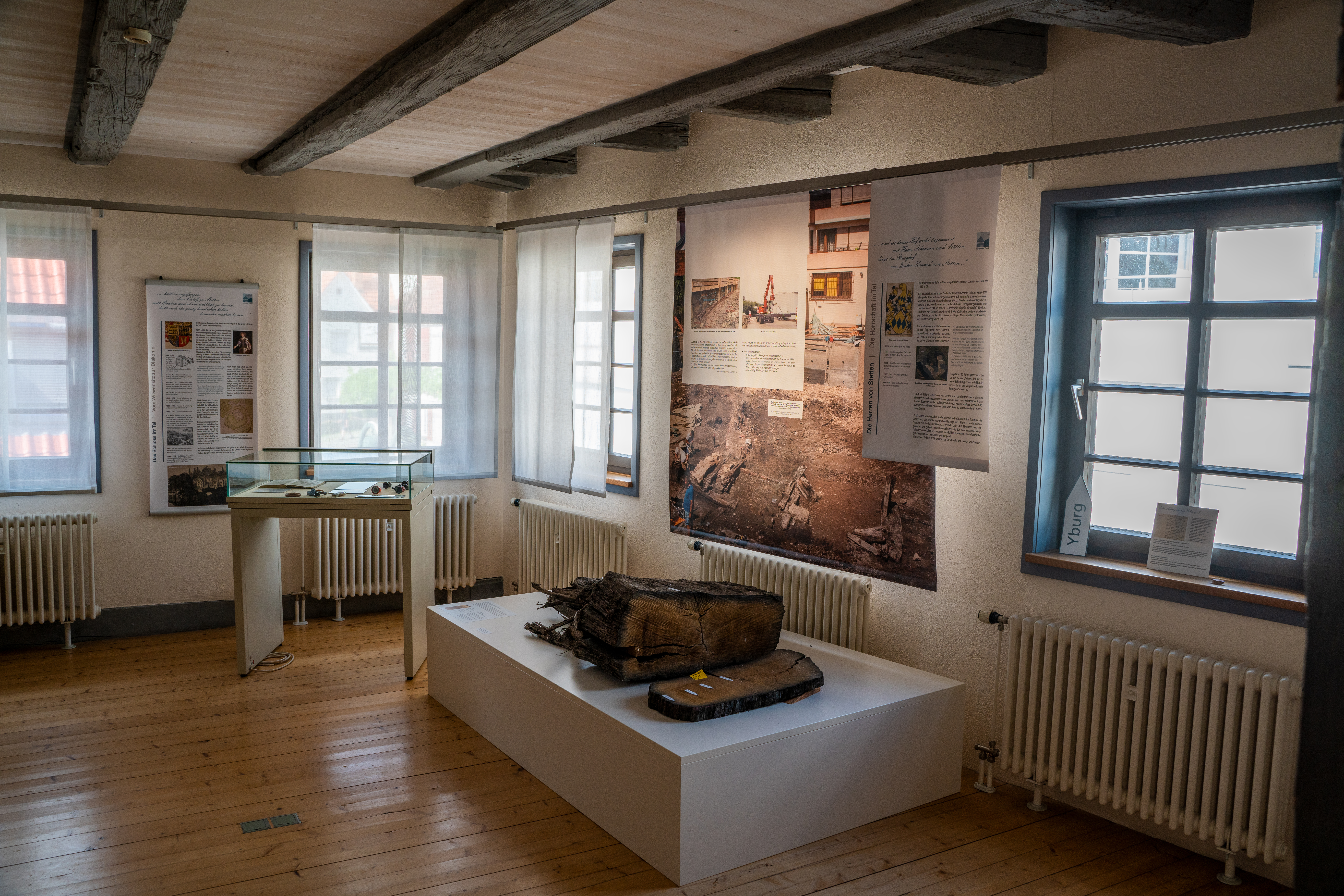
Ausstellung zur Wasserburg